# لیز کار
لیز کار (انگلیسی: Liz Carr؛ زادهٔ آوریل ۱۹۷۲ (۵۲ سال)) هنرپیشه و کمدین اهل انگلستان است.
از فیلم‌ها یا برنامه‌های تلویزیونی که وی در آن نقش داشته‌است می‌توان به شاهد خاموش اشاره کرد.